# Christina Milian
Christine Marié Flores, mais conhecida pelo seu nome artístico Christina Milian (Jersey City, 26 de setembro de 1981), é uma cantora, atriz, compositora, produtora musical, apresentadora e dançarina norte-americana. Ela foi um nome de destaque no cenário pop e R&B durante a década de 2000.
Milian atuou em diversos filmes, como Amor de Aluguel, As Apimentadas: Ainda Mais Apimentadas, O Homem da Casa, Be Cool e Um Cupido no Natal.

## Carreira
Milian fez sua primeira aparição musical no segundo álbum de estúdio do rapper Ja Rule, fazendo os vocais na música 'Between Me and You'. A colaboração com Ja Rule rendeu a Milian um contrato com a Def Soul Records. Na mesma época, ela escreveu e fez o backing vocal no single "Play" de Jennifer Lopez.
Em 2001, Milian lançou seu álbum de estreia, o autointitulado Christina Milian, que contou com os singles "AM to PM" e "When You Look at Me". "AM to PM" entrou no top 40 da Billboard Hot 100 e tanto "AM to PM" como "When You Look at Me" alcançaram os três primeiros lugares no UK Singles Chart. O álbum foi lançado primeiro no Reino Unido e alguns países da Europa. Nos Estados Unidos o lançamento foi adiado por causa dos ataques de 11 de setembro, que ocorreram duas semanas antes da data de lançamento. A gravadora optou por lançá-lo no primeiro trimestre de 2002.
Em 2002, gravou a música tema da série animada da Disney, Kim Possible, 'Call Me, Beep Me!'. Também colaborou com Hilary Duff em seu álbum natalino, Santa Claus Lane (2002), na música 'I Heard Santa on the Radio'. Em 2003, a gravadora Def Soul, foi fechada e absorvida pela Def Jam, e Milian foi transferida para o selo Island Def Jam. Milian fez uma turnê pelo exterior por um ano e meio, quando voltou para os EUA, começou a trabalhar em um novo álbum.
Em 2004, Milian lançou seu segundo álbum de estúdio, It's About Time. O primeiro single do álbum, 'Dip It Low', se tornou o maior sucesso de Milian até o momento, alcançando o 2º lugar no Reino Unido, e o 5º lugar na Billboard Hot 100. O single recebeu certificação de Ouro pela RIAA. "Whatever U Want" foi lançado como o segundo single do álbum e entrou no Top 10 do Reino Unido. Milian se apresentou como ato de abertura na turnê de Usher e Kanye West para promover o álbum.
Em 2005, ela recebeu duas indicações ao Grammy de 'Melhor Álbum de R&B Contemporâneo' e 'Melhor Colaboração de Rap" por 'Dip It Low'.
Em 2006, Milian lançou seu terceiro álbum de estúdio, So Amazin'. O single "Say I" atingiu o 21º lugar na Billboard Hot 100 e o 4º lugar no Reino Unido. O álbum alcançou a 11ª posição na parada de álbuns da Billboard 200, vendendo 54.000 cópias em sua primeira semana. Uma semana após o lançamento do álbum, o representante de Milian confirmou que ela havia deixado a Island Def Jam. Em uma entrevista ao Rap-Up, Milian revelou que foi dispensada pela gravadora. A cantora acreditava que era um 'corte no orçamento', para investir em outra cantora. Ela disse, 'foi constrangedor. Foi uma semana depois que meu álbum foi lançado. Eu ficava no meu quarto a maior parte do tempo chorando'. Para finalizar o contrato, foi lançado sua primeira coletânea The Best of Christina Milian. Após isso, ela optou por se concentrar em sua carreira de atriz.
Em 2010, co-escreveu o sucesso "Baby" de Justin Bieber.
Em 2012, assinou contrato com a Young Money Entertainment, gravadora fundada pelo rapper Lil Wayne. No mesmo ano se juntou à equipe do The Voice na NBC, como apresentadora de backstage. Em setembro de 2013, se tornou uma participante na 17ª temporada do Dancing with the Stars. Ela foi eliminada na quinta semana, terminando na nona colocação.
Em 18 de janeiro de 2015, estreou seu próprio reality show, "Christina Milian Turn Up", que seguia a rotina da família de Milian (sua mãe Carmen e suas duas irmãs, Danielle e Liz). Seu EP '4U' foi lançado em 4 de dezembro de 2015, incluindo quatro faixas. De 2015 a 2016, ela atuou na série Grandfathered. Em 2018, foi escalada para um papel regular na série The Oath, produzida pelo rapper 50 Cent. Em 2019, estrelou a comédia romântica da Netflix, Falling Inn Love.

## Vida pessoal
Milian namorou com o ator Nick Cannon, seu par romântico no filme Amor de Aluguel, de 2003. Eles se separaram 2005, após Milian descobrir uma traição de Nick.
Em 4 de setembro de 2009, Milian e o rapper The-Dream se casaram em Las Vegas. Ela deu à luz a sua filha Violet, em 26 de fevereiro de 2010. Milian e The-Dream anunciaram sua separação em 12 de julho de 2010.  Em agosto de 2017, Milian anunciou que estava namorando o cantor francês M. Pokora. Em 20 de janeiro de 2020, Milian deu à luz seu segundo filho Isaiah, fruto da sua relação com o cantor francês. Em 23 de abril de 2021, Milian deu a luz ao seu terceiro filho, um menino chamado Kenna.

## Discografia
Álbuns de estúdio
- Christina Milian (2001)
- It's About Time (2004)
- So Amazin' (2006)

EPs
- 4U (2015)

Coletâneas
- The Best of Christina Milian (2006)

## Filmografia

### Filmes
| Ano  | Filme                                     | Personagem              | Notas                         |
| ---- | ----------------------------------------- | ----------------------- | ----------------------------- |
| 1999 | Vida de Inseto                            | Voz Adicional           |                               |
| 1999 | American Pie                              | Membro da Banda         |                               |
| 1999 | Durango Kids: Uma Aventura no Velho Oeste | Eleanor "Ellie" Bigelow |                               |
| 2003 | Amor de Aluguel                           | Paris Morgan            |                               |
| 2004 | Fúria em Duas Rodas                       | Nina                    |                               |
| 2005 | O Homem da Casa                           | Anne                    |                               |
| 2005 | Be Cool - O Outro Nome do Jogo            | Linda Moon              |                               |
| 2006 | Pulse                                     | Isabell Fuentes         |                               |
| 2007 | Globo de Neve                             | Angela Moreno           | Telefilme da ABC Family       |
| 2009 | Minhas Adoráveis Ex-Namoradas             | Keelia                  |                               |
| 2009 | As Apimentadas: Ainda Mais Apimentadas    | Catalina "Lina" Cruz    |                               |
| 2010 | Um Cupido no Natal                        | Sloane Spencer          | Telefilme da ABC Family       |
| 2013 | Voando Para o Amor                        | Taylor                  |                               |
| 2013 | Natal no Globo de Neve                    | Sal                     | Telefilme da Lifetime         |
| 2018 | Memories of Christmas                     | Noelle                  | Telefilme da Hallmark Channel |
| 2019 | Amor e uma Estalagem                      | Gabriela Diaz           | Netflix                       |
| 2021 | Fugindo do Amor                           | Erica Wilson            | Netflix                       |

### Televisão
| Ano       | Programa                             | Personagem              | Notas                                                 |
| --------- | ------------------------------------ | ----------------------- | ----------------------------------------------------- |
| 1996      | Irmã ao Quadrado                     | Lana                    | Episódios: "Kid-Napped", "When a Man Loves two Women" |
| 1997–1999 | Gênio do Barulho                     | Kiki                    | 2 episódios                                           |
| 1999      | The Wild Thornberrys                 | Macqaque Wallah / Sipho | 2 episódios, Voz                                      |
| 1999      | Charmed                              | Teri Lane               | Episódio: "The Wendigo"                               |
| 1999      | Clueless                             | Megan                   | Episódios: "All Night Senior Party", "Graduation"     |
| 2002      | All That                             | Ela Mesma               | Performance de "AM to PM"                             |
| 2004      | MTV Cribs                            | Ela Mesma               | Episódio: 21 de Novembro de 2004                      |
| 2007      | Smallville                           | Rachel Davenport        | 7ª Temporada, Ep.5: "Action"                          |
| 2010      | Meet The Browns                      | Claudia                 | Episódio: "Meet the Sugar Mama"                       |
| 2010–2020 | Uma Família da Pesada                | Esther                  | 8 episódios, Voz                                      |
| 2011      | CSI: Investigação Criminal           | Sydney Preston          | 11ª Temporada, Ep.14: "All That Cremains"             |
| 2012      | A Gifted Man                         | Shawnee Baker           | Episódio: "In Case of Co-Dependants"                  |
| 2012–2013 | The Voice                            | Apresentadora           | Entrevistas no Backstage e no chat da NBC             |
| 2013      | Dancing with the Stars               | Participante            | 17ª Temporada                                         |
| 2013-2014 | Fashion Police                       | Convidada               | 4 episódios                                           |
| 2014      | The Real Housewives of Beverly Hills | Ela Mesma               | Episódio: "Catfight on the Catwalk"                   |
| 2015-2016 | Christina Milian Turned Up           | Ela Mesma               | Reality show; Também como Produtora                   |
| 2015-2016 | Grandfathered                        | Vanessa                 | 22 episódios                                          |
| 2016      | The Rocky Horror Picture Show        | Magenta                 | Especial da Fox                                       |
| 2016      | Lip Sync Battle                      | Participante            | Episódio: "Josh Peck vs. Christina Milian"            |
| 2017      | 90's House                           | Apresentadora           | Reality da MTV; co-apresentava com Lance Bass         |
| 2019      | The Oath                             | Christine Parks         | Personagem Regular (2 temporadas)                     |
| 2019      | Soundtrack                           | De'Andra                | Personagem Regular                                    |
| 2021      | Step Up: High Water                  | Collette Jones          | 1 episódio (temporada 3)                              |

### Videogames
| Ano  | Jogo                       | Personagem      |
| ---- | -------------------------- | --------------- |
| 2003 | Def Jam Vendetta           | Angel Rodriguez |
| 2008 | Need For Speed: Undercover | Carmen Mendez   |

## Videografia
| Ano  | Música                 | Diretor(es)      |
| ---- | ---------------------- | ---------------- |
| 2000 | "Between Me and You"   | Dave Meyers      |
| 2001 | "AM to PM"             | Dave Meyers      |
| 2001 | "When You Look at Me"  | Billie Woodruff  |
| 2001 | "It's All Gravy"       |                  |
| 2002 | "Get Away"             | Little X         |
| 2002 | "The Answer"           |                  |
| 2004 | "Dip It Low"           | Matthew Rolston  |
| 2004 | "Whatever U Want"      | Ray Kay          |
| 2006 | "Say I"                | Ray Kay          |
| 2009 | "Us Against the World" | Ray Kay          |
| 2009 | "I Gotta Get to You"   | Billie Woodruff  |
| 2013 | "Tapout"               | Hannah Lux Davis |
| 2013 | "Hello"                | Yasha Malekzad   |
| 2015 | "Rebel"                | Alton Glass      |
| 2015 | "We Ain't Worried"     | Mikel Monroe     |
| 2015 | "Do It"                | Stephen Garnett  |
| 2015 | "Like Me"              | Mike Ho          |
| 2015 | "Liar"                 |                  |

## Prêmios e indicações
| Ano  | Premiação                          | Categoria                                                | Trabalho        | Resultado |
| ---- | ---------------------------------- | -------------------------------------------------------- | --------------- | --------- |
| 2004 | Teen Choice Award                  | Choice Breakout Movie Star – Female                      | Amor de Aluguel | Indicado  |
| 2004 | Teen Choice Award                  | Choice Movie Chemistry (compartilhado com Nick Cannon)   | Amor de Aluguel | Indicado  |
| 2005 | Teen Choice Award                  | Choice Hottie: Female                                    | Ela mesma       | Indicado  |
| 2005 | BET Comedy Award                   | Outstanding Supporting Actress in a Theatrical Film      | Be Cool         | Indicado  |
| 2005 | Grammy Award                       | Best Contemporary R&B Album                              | It's About Time | Indicado  |
| 2005 | Grammy Award                       | Best Rap/Sung Collaboration (compartilhado com Fabolous) | It's About Time | Indicado  |
| 2005 | The Reign Award                    | Outstanding Achievement                                  | Ela mesma       | Venceu    |
| 2005 | Groovevolt Music and Fashion Award | Best Song Performance – Female                           | Dip It Low      | Indicado  |
| 2005 | International Dance Music Award    | Best R&B/Urban Dance Track                               | Dip It Low      | Indicado  |
| 2006 | Ozone Award                        | Best R&B Female                                          | Ela mesma       | Venceu    |
| 2008 | Imagen Foundation Award            | Best TV Actress                                          | Snowglobe       | Venceu    |